# عطاش ابتدائي
العُطاش الأساسي، أو العُطاش الابتدائي، هو شكل من أشكال العُطاش يتميز بالإفراط في تناول السوائل مع غياب المحفزات الفسيولوجية للشرب. وهذا يشمل العطاش النفسي المنشأ «بي بي دي»، ويجب عدم الخلط بينه وبين اكتئاب ما بعد الولادة، الذي تسببه الاضطرابات النفسية، وغالبًا الفُصام، ويصاحبه غالبًا الإحساس بجفاف الفم. بعض أشكال العطاش الأساسي منشؤها غير نفسي بشكل صريح. تشخيص العطاش الأساسي هو تشخيص بالاستبعاد.

## اعتبارات تشخيصية
كمثال عن التشخيص بالاستبعاد، قد يكون تشخيص العطاش الأساسي ناتجًا عن إزالة احتمال أن تسبب الأمراض علامات وأعراض مشابهة، مثل مرض السكري الكاذب. قد يكون التشخيص معقدًا من حقيقة أن الشرب القهري المزمن والشديد قد يُضعف استجابة الكلى لفازوبريسين، وبالتالي يقلل من قدرة الكلى على تركيز البول. هذا يعني أن العطاش النفسي قد يؤدي إلى نتائج اختبارات (على سبيل المثال في اختبار تقييد شرب الماء) تتوافق مع مرض السكري الكاذب أو «إس آي إيه دي إتش» مؤديةً إلى تشخيص خاطئ.
غالبًا ما يكون جفاف الفم تأثيرًا جانبيًا للأدوية المستخدمة في علاج بعض الاضطرابات العقلية، بدلًا من كونها ناجمة عن الحالة الكامنة. وتشمل هذه الأدوية مضادات الذهان ومضادات الاكتئاب ومضادات الاختلاج ومنبهات ألفا ومضادات الكولين. يجب أيضًا التأكد من أن العطش ليس بسبب استخدام مدرات البول (وخاصة مدرات البول الثيازيدية) أو استخدام عقار إم دي إم إيه أو تناول زائد للذوائب أو الكحولية المزمنة. إدمان الكحول قد يسبب عطشًا فسيولوجيًا حيث أن الإيثانول يثبّط الفازوبريسين، وهو الهرمون المسؤول بشكل رئيسي عن احتباس الماء في التنظيم الأوسموزي. يجب استبعاد الحالات التالية: «دي آي» ومتلازمة فقد الملح الدماغي ونقص صوديوم الدم الكاذب الناجم عن فرط شحميات الدم أو فرط بروتينات الدم و«إس آي إيه دي إتش» ونقص الألدوستيرونية واعتلال الكلية المُضيّع للملح والمتلازمة الكلائية والقصور القلبي المزمن وتشمع الكبد.
تدخين التبغ عامل غالبًا ما يتم تجاهله ومرتبط بنقص صوديوم الدم، بسبب تأثير النيكوتين المفرز لهرمون «إيه دي إتش»، مع أنّ هذا يقتصر على المدخنين الشرهين عادةً. اقترحت إحدى الدراسات أن حوالي 70% من المرضى الذين يعانون من العطاش المُحرّض ذاتيًا كانوا مدخنين للتبغ. عادة ما تتضمن اختبارات تشخيص العطاش الأساسي اختبار الحرمان من السوائل لاستبعاد مشاكل «إيه دي إتش». يُستخدم اختبار ديزموبريسين أيضًا إذ يُستخدم الهرمون الصناعي بمثابة اختبار تشخيصي لاختبار الإفراز غير المناسب للفازوبريسين، كما هو يُشاهد في حالتي «دي آي» و«إس آي إيه دي إتش».

## وضع المرضى
يُشاهد العطاش النفسي لدى المرضى الذين يعانون من الأمراض العقلية، وأكثرها شيوعًا مرض الفُصام، ولكن يُشاهد في اضطرابات القلق أيضًا ونادرًا في الاضطرابات العاطفية والقهم العصبي واضطرابات الشخصية. يحدث «بي بي دي» بنسبة تتراوح بين 6% و20% من المرضى النفسيين في المشافي. قد يظهر أيضًا لدى الذين يعانون من اضطرابات النمو مثل المصابين بالتوحد. رغم كون العطاش النفسي لا يظهر عادة عند الأشخاص غير المصابين باضطرابات عقلية خطيرة، فقد يوجد أحيانًا عند أشخاص آخرين بغياب الذهان، بالرغم من عدم وجود أبحاث لتوثيق ذلك سوى الملاحظات الوصفية الفردية. يفضل هؤلاء الأشخاص عادة امتلاك مياه معبأة في زجاجات وباردة كالثلج، ويستهلكون الماء والسوائل الأخرى بإفراط. ومع ذلك، يُشاهد تفضيل الماء البارد أيضًا لدى مرضى السكري الكاذب.

## الأعراض والعلامات
تشمل علامات وأعراض العطاش النفسي:
- العطش المفرط وجفاف الفم، ما يؤدي إلى زيادة استهلاك المياه.
- نقص صوديوم الدم مسببًا الصداع والضعف العضلي والارتعاش والارتباك والتقيؤ والتهيج وما إلى ذلك، رغم مشاهدة هذه الأعراض فقط في 20%-30% من الحالات.
- فرط حجم الدم، ما يؤدي إلى الوذمة وارتفاع ضغط الدم وزيادة الوزن (بسبب عدم قدرة الكليتين على ترشيح الدم الزائد) في النوبات الشديدة.
- نوبة صرع توترية رمعية
- تغيرات سلوكية، بما في ذلك سلوك البحث عن السوائل؛ من المعروف أن المرضى يبحثون عن سوائل من أي مصدر متاح مثل المراحيض وغرف الاستحمام.

أكثر الأعراض البادئة شيوعًا هي نوبة الصرع التوترية الرمعية التي توجد لدى 80% من المرضى. ينبغي اعتبار العطاش ذو المنشأ الجيني حالة تهدد الحياة، لأنه من المعروف أنه يسبب نقص صوديوم الدم الوخيم مؤديًا إلى توقف القلب والغيبوبة ووذمة دماغية. يمكن أن يسبب أيضًا تحلل الميالين الجسري المركزي.

## العلاج
يعتمد علاج العطاش النفسي المنشأ على شدته وقد يشمل طرائق سلوكية ودوائية.

### نقص صوديوم الدم الحاد
إذا كان المريض يعاني من نقص صوديوم الدم الحاد (فرط التجفاف) الناجم عن العطاش النفسي، يشمل العلاج عادة إعطاء محلول ملحي مفرط التوتر (3%) حتى تستقر مستويات الصوديوم في المصل ضمن المعدل الطبيعي، حتى لو أصبح المريض دون أعراض.

### تقييد السوائل
إذا قُبل المريض في المستشفى، فمن الضروري مراقبة السلوك ومستويات الصوديوم في الدم. لدى مرضى العطاش النفسيين المعنّدين على العلاج، يمكن تحقيق التنظيم للمرضى داخل المستشفى باستخدام بروتوكول وزن الماء؛ يجب تحديد الأوزان المرجعية وربطها بمستويات الصوديوم في الدم. يتقلب الوزن عادة خلال اليوم، ولكن مع ارتفاع كمية استهلاك الماء في العطاش، سيرتفع الوزن بالطبع. يمكن للطبيب أن يطلب سلسلة متدرجة من المداخلات مع زيادة الوزن. يجب إضفاء طابع فردي على العلاقة مع إعطاء الاهتمام للوزن الطبيعي للمريض وتقلباته والنظام الغذائي والاضطرابات المرافقة (مثل الصرع) وعمل الجهاز البولي. قد تشمل الخطوات المتدرجة إعادة التوجيه وضبط الغرفة وزيادة مستويات التقييد الجسدي مع المراقبة. يجب أن تتضمن هذه الخطط أيضًا زيادات تدريجية في المراقبة، بالإضافة إلى تحديد مستوى الصوديوم في المصل.

### العلاجات السلوكية
قد تتضمن العلاجات السلوكية استخدام نظام المكافأة المادية لتقديم تعزيز إيجابي للسلوك المرغوب. من ناحية أخرى، يمكن استخدام تقنيات العلاج المعرفي لمعالجة أنماط التفكير التي تؤدي إلى سلوك الشرب القهري. نجحت تجارب لهذه التقنية، مع التركيز على تطوير تقنيات المواجهة (أو التغلب على التحديات)،على سبيل المثال أخذ رشفات صغيرة من الماء، واستخدام مكعبات ثلجية بدلًا من المشروبات، بالإضافة إلى تحدي الأوهام المؤدية إلى الإفراط في الشرب.
غالبًا ما يؤدي العطاش النفسي إلى استشفاء المرضى المصابين بأمراض عقلية، لأنه من الصعب تدبيره في المجتمع. تحدث معظم دراسات العلاجات السلوكية في المشافي وتتطلب مراقبة دقيقة للمريض ودرجة كبيرة من الالتزام بالنسبة لطاقم العمل. 

### العلاجات الدوائية
يمكن استخدام عدد من الأدوية في محاولة للسيطرة على العطاش، بما في ذلك:
- مضادات الذهان غير التقليدية، مثل كلوزابين وأولانزابين وريسبيريدون.
- ديميكلوسكلين وهو مضاد حيوي تتراسيكليني فعال بسبب الآثار الجانبية لإحداثه السكري الكاذب كلوي المنشأ. يستخدم ديميكلوسكلين في حالات العطاش النفسي المنشأ، بما في ذلك حالات سلس البول الليلي (التبول في الفراش). آلية عمله تنطوي على تثبيط مباشر للفازوبريسين في «دي سي تي» وبالتالي تقليل تركيز البول.[13]

يوجد عدد من العلاجات الدوائية الناشئة للعطاش النفسي، رغم أنّها تحتاج إلى مزيد من البحث:
- مثبطات إيه سي إي، مثل إينالابريل
- الكلونيدين، وهو مناهض (مقلد) أدرينالي ألفا -2 [15]
- إربيسارتان، وهو مضاد مستقبلات الأنجيوتنسين II [16]
- بروبرانولول، وهو حاصر بيتا حال للودي [17]
- مضادات مستقبلات فازوبريسين، مثل كونيفابتان [18]
- أسيتازولاميد، وهو مثبط الأنهيدراز كربونيك [19]

استُخدم الليثيوم سابقًا لعلاج بِي بِي دي باعتباره مقلدًا مباشرًا لـ إيه دي إتش، ولكن يتم تجنبه بشكل عام بسبب تأثيراته السامة على الغدة الدرقية والكلى.
من المهم ملاحظة أن غالبية الأدوية نفسية التأثير (أو المؤثرات العقلية) (والكثير من الأصناف الأخرى) يمكن أن تسبب جفاف الفم كتأثير جانبي، لكن لا يجب الخلط بينه وبين العطاش الحقيقي الذي يظهر فيه انخفاض خطير في الصوديوم في المصل.

## العطاش غير النفسي
رغم تصنيف العطاش الأساسي عادةً بكونه نفسي المنشأ، إلا أن هناك بعض الأسباب النادرة غير النفسية. مثال على ذلك هو العطاش الموجود في المرضى الذين يعانون من التهاب الكبد المزمن المناعي الذاتي مع مستويات عالية جدًا للغلوبيولين. الدليل على أن العطاش ليس نفسي المنشأ بكونه يختفي بعد علاج المرض الكامن.

## الحيوانات
يُشاهد العطاش النفسي المنشأ لدى بعض المرضى غير البشريين، مثل الفئران والقطط.